# Kategoria Superiore (2021/2022)
Kategoria Superiore 2021/2022 (znana jako Abissnet Superiore ze względów sponsorskich) była 83. edycją rozgrywek ligowych najwyższego poziomu piłki nożnej mężczyzn w Albanii. Brało w niej udział 10 drużyn, które w okresie od 10 września 2021 do 26 maja 2022 rozegrały 36 kolejek meczów.
Obrońcą tytułu była Teuta.
Mistrzostwo po raz dwudziesty szósty w swej historii zdobyła Tirana.
W tym roku bezpośrednio spadły 2 ostatnie drużyny, a 8. w klasyfikacji końcowej zagrała w barażach o utrzymanie.

## Uczestnicy
| Uczestnicy poprzedniej edycji                                                                                 | Uczestnicy poprzedniej edycji | Uczestnicy poprzedniej edycji | Uczestnicy poprzedniej edycji |
| --- | ----------------------------- | ----------------------------- | ----------------------------- |
| TEU | Teuta Durrës                  | 1                             |                               |
| VLS | KF Vllaznia                   | 2                             |                               |
| PAR | Partizani Tirana              | 3                             |                               |
| LAÇ | KF Laçi                       | 4                             |                               |
| TIR | KF Tirana                     | 5                             |                               |
| KUK | Kukësi                        | 6                             |                               |
| SKË | Skënderbeu Korcza             | 7                             |                               |
| po barażach                                                                                                   |                               |                               |                               |
| KAS | Kastrioti Kruja               | 8                             |                               |
| Awans z Kategoria e Parë                                                                                      |                               |                               |                               |
| DIN | Dinamo Tirana                 | 1 (gr. A)                     |                               |
| EGN | Egnatia Rrogozhinë            | 1 (gr. B)                     |                               |
| Oznaczenia: - kolumna pierwsza – skróty nazw drużyn, - kolumna trzecia – miejsce zajęte w poprzednim sezonie. |                               |                               |                               |

## Tabela
| Lp. | Drużyna           | M  | Z  | R  | P  | B+ | B- | +/– | Pkt | Kwalifikacja lub spadek                                |
| --- | ----------------- | -- | -- | -- | -- | -- | -- | --- | --- | ------------------------------------------------------ |
| 1   | Tirana (M)        | 36 | 22 | 7  | 7  | 64 | 27 | +37 | 73  | Liga Mistrzów UEFA • I runda kwalifikacyjna            |
| 2   | Laçi              | 36 | 18 | 9  | 9  | 52 | 33 | +19 | 63  | Liga Konferencji Europy UEFA • I runda kwalifikacyjna  |
| 3   | Partizani         | 36 | 15 | 13 | 8  | 52 | 30 | +22 | 58  | Liga Konferencji Europy UEFA • I runda kwalifikacyjna  |
| 4   | Kukësi            | 36 | 15 | 10 | 11 | 50 | 44 | +6  | 55  |                                                        |
| 5   | Vllaznia (P)      | 36 | 13 | 16 | 7  | 47 | 38 | +9  | 55  | Liga Konferencji Europy UEFA • II runda kwalifikacyjna |
| 6   | Teuta             | 36 | 13 | 11 | 12 | 39 | 44 | −5  | 50  |                                                        |
| 7   | Kastrioti         | 36 | 13 | 4  | 19 | 30 | 54 | −24 | 43  |                                                        |
| 8   | Egnatia (B, O)    | 36 | 8  | 11 | 17 | 30 | 49 | −19 | 35  | Baraże o Kategoria Superiore                           |
| 9   | Dinamo Tirana (S) | 36 | 6  | 11 | 19 | 21 | 46 | −25 | 29  | Spadek do Kategoria e Parë                             |
| 10  | Skënderbeu (S)    | 36 | 4  | 14 | 18 | 23 | 43 | −20 | 26  | Spadek do Kategoria e Parë                             |

## Wyniki
| Gospodarz \ Gość | DIN | EGN | KAS | KUK | LAÇ | PAR | SKË | TEU | TIR | VLL | DIN | EGN | KAS | KUK | LAÇ | PAR | SKË | TEU | TIR | VLL |
| ---------------- | --- | --- | --- | --- | --- | --- | --- | --- | --- | --- | --- | --- | --- | --- | --- | --- | --- | --- | --- | --- |
| Dinamo Tirana    |     | 1–1 | 1–0 | 0–1 | 1–1 | 1–1 | 0–0 | 0–1 | 0–1 | 0–0 |     | 0–2 | 0–1 | 0–2 | 0–1 | 0–0 | 1–1 | 0–1 | 2–1 | 0–0 |
| Egnatia          | 1–1 |     | 2–1 | 1–3 | 0–2 | 0–3 | 1–1 | 0–1 | 0–2 | 1–1 | 1–1 |     | 2–1 | 0–2 | 0–2 | 0–1 | 2–0 | 0–1 | 0–3 | 3–0 |
| Kastrioti        | 0–2 | 1–0 |     | 1–6 | 0–1 | 0–2 | 2–0 | 2–0 | 1–1 | 0–1 | 2–0 | 2–1 |     | 1–0 | 1–1 | 1–0 | 1–0 | 0–1 | 2–1 | 1–3 |
| Kukësi           | 0–1 | 2–0 | 3–1 |     | 1–2 | 2–1 | 1–0 | 2–3 | 2–1 | 2–0 | 2–1 | 1–1 | 4–0 |     | 0–0 | 1–2 | 1–0 | 1–1 | 0–0 | 0–0 |
| Laçi             | 5–0 | 0–1 | 2–0 | 2–2 |     | 1–0 | 2–0 | 2–0 | 1–0 | 3–5 | 2–1 | 0–0 | 4–1 | 3–0 |     | 3–4 | 0–0 | 0–1 | 1–0 | 1–0 |
| Partizani        | 1–0 | 1–1 | 0–0 | 1–1 | 1–1 |     | 2–1 | 2–1 | 1–2 | 1–1 | 3–1 | 2–2 | 4–0 | 5–0 | 2–1 |     | 0–0 | 3–1 | 1–2 | 1–1 |
| Skënderbeu       | 0–1 | 2–0 | 2–1 | 2–1 | 0–0 | 1–1 |     | 0–1 | 0–0 | 0–0 | 0–1 | 0–1 | 2–0 | 1–1 | 1–2 | 1–2 |     | 0–0 | 0–4 | 2–2 |
| Teuta            | 0–0 | 1–2 | 1–1 | 0–0 | 2–4 | 1–0 | 2–2 |     | 2–3 | 1–1 | 1–0 | 3–1 | 0–1 | 4–1 | 2–1 | 0–4 | 0–0 |     | 0–2 | 1–1 |
| Tirana           | 4–0 | 1–1 | 3–0 | 4–0 | 2–0 | 1–0 | 4–2 | 2–1 |     | 0–0 | 1–0 | 2–0 | 0–1 | 2–3 | 4–1 | 0–0 | 3–2 | 1–1 |     | 3–1 |
| Vllaznia         | 6–3 | 1–1 | 3–1 | 1–1 | 1–0 | 1–0 | 2–0 | 1–1 | 0–2 |     | 2–1 | 3–1 | 1–2 | 2–1 | 0–0 | 0–0 | 1–0 | 4–2 | 1–2 |     |

## Baraże o Kategoria Superiore
Egnatia Rrogozhinë wygrała 2-0 z Korabi Peshkopi finał barażu o miejsce w Kategoria Superiore na sezon 2022/2023, rozegrany między czterama drużynami Kategoria e Parë i jedną z Kategoria Superiore.
|  |                         |                         |                         |               |                    |                      |                      |                      |                 |   |              |              |              |
|  | First Division półfinał | First Division półfinał | First Division półfinał |               |                    | First Division finał | First Division finał | First Division finał |                 |   | Finał baraży | Finał baraży | Finał baraży |
|  | First Division półfinał | First Division półfinał | First Division półfinał |               |                    | First Division finał | First Division finał | First Division finał |                 |   | Finał baraży | Finał baraży | Finał baraży |
|  |                         |                         |                         |               |                    |                      |                      |                      |                 |   |              |              |              |
|  |                         |                         |                         |               |                    |                      |                      |                      |                 |   |              |              |              |
|  | 3                       | Korabi Peshkopi         | 1                       | 8             | Egnatia Rrogozhinë | 2                    |                      |                      |                 |   |              |              |              |
|  | 3                       | Korabi Peshkopi         | 1                       | 8             | Egnatia Rrogozhinë | 2                    |                      |                      |                 |   |              |              |              |
|  | 6                       | Tomori Berat            | 0                       |               |                    |                      |                      | 3                    | Korabi Peshkopi | 0 |              |              |              |
|  | 6                       | Tomori Berat            | 0                       |               |                    | 3                    | Korabi Peshkopi      | 3                    | Korabi Peshkopi | 0 | 3            |              |              |
|  |                         |                         |                         |               |                    | 3                    | Korabi Peshkopi      |                      |                 |   |              |              |              |
|  |                         |                         | 4                       | Apolonia Fier | 2                  |                      |                      |                      |                 |   |              |              |              |
|  | 4                       | Apolonia Fier           | 4                       | Apolonia Fier | 2                  | 1                    |                      |                      |                 |   |              |              |              |
|  | 4                       | Apolonia Fier           |                         |               |                    |                      |                      |                      |                 |   |              |              |              |
|  | 5                       | Tërbuni Pukë            | 0                       |               |                    |                      |                      |                      |                 |   |              |              |              |
|  | 5                       | Tërbuni Pukë            | 0                       |               |                    |                      |                      |                      |                 |   |              |              |              |

| 14 maja 2022 | Korabi Peshkopi  | 1:0   | Tomori Berat |                                                   |
| 16:00        | Segerso Geci 41' | (1:0) |              | Stadion Korabi, Peshkopia Sędzia: Klodian Shahini |

| 14 maja 2022 | Apolonia Fier          | 1:0   | Tërbuni Pukë |                             |
| 16:00        | Jeton Krasniqi 20' (k) | (1:0) |              | Stadiumi Loni Papuçiu, Fier |

| 23 maja 2022 | Korabi Peshkopi                                      | 3:2   | Apolonia Fier                          |                                                      |
| 17:00        | Segerso Geci 1' · Sokol Mziu 65' · Taulant Marku 80' | (1:1) | 5' Jeton Krasniqi · 90+5' Ismaila Diop | Stadiumi Niko Dovana, Durrës Sędzia: Eldorjan Hamiti |

| 31 maja 2022 | Egnatia Rrogozhinë             | 2:0   | Korabi Peshkopi |                                                   |
| 17:00        | Dzon Delarge 16' · Jackson 80' | (1:0) |                 | Arena Egnatia, Rrogozhina Sędzia: Eldorjan Hamiti |

## Najlepsi strzelcy
| Bramki | Strzelcy       | Drużyna            |
| ------ | -------------- | ------------------ |
| 19     | Saliou Guindo  | Laçi               |
| 19     | Taulant Seferi | Tirana             |
| 14     | Redon Xhixha   | Tirana             |
| 12     | Stênio Júnior  | Partizani Tirana   |
| 11     | Liridon Latifi | Vllaznia           |
| 10     | Ante Aralica   | Kukësi             |
| 10     | Edi Baša       | Kukësi             |
| 10     | Pedro          | Egnatia Rrogozhinë |
| 10     | Rubin Hebaj    | Teuta              |
| 10     | Tedi Cara      | Partizani          |
| 10     | Xhuliano Skuka | Partizani Tirana   |

Źródło: 

## Stadiony
| Dinamo Tirana   |
| --------------- |
| Arena Kombëtare |
| 22 500          |
|                 |

| Egnatia       |
| ------------- |
| Arena Egnatia |
| 4000          |
|               |

| Kastrioti      |
| -------------- |
| Stadiumi Kamza |
| 5500           |
|                |

| Kukësi               |
| -------------------- |
| Stadiumi Zeqir Ymeri |
| 5500                 |
|                      |

| Laçi          |
| ------------- |
| Stadiumi Laçi |
| 2300          |
|               |

| Partizani       |
| --------------- |
| Arena Kombëtare |
| 22 500          |
|                 |

| Skënderbeu          |
| ------------------- |
| Stadiumi Skënderbeu |
| 12 343              |
|                     |

| Teuta                |
| -------------------- |
| Stadiumi Niko Dovana |
| 12 040               |
|                      |

| Tirana                   |
| ------------------------ |
| Stadiumi Selman Stërmasi |
| 9500                     |
|                          |

| Vllaznia            |
| ------------------- |
| Stadion Loro-Boriçi |
| 16 000              |
|                     |